# Bar 20 Justice
Bar 20 Justice è un film del 1938 diretto da Lesley Selander.
È un western statunitense con William Boyd, George 'Gabby' Hayes e Russell Hayden. Fa parte della serie di film western incentrati sul personaggio di Hopalong Cassidy (interpretato da Boyd) creato nel 1904 dallo scrittore Clarence E. Mulford. È basato sul romanzo del 1912 Buck Peters, Ranchman di Mulford.

## Produzione
Il film, diretto da Lesley Selander su una sceneggiatura di Arnold Belgard e Harrison Jacobs e un soggetto di Clarence E. Mulford, fu prodotto da Harry Sherman tramite la Harry Sherman Productions e girato a Kernville, a Lone Pine e nel Paramount Ranch ad Agoura, California, da metà dicembre 1937. Il titolo di lavorazione fu Deputy Sheriff.

## Distribuzione
Il film fu distribuito negli Stati Uniti dal 24 giugno 1938 al cinema dalla Paramount Pictures.
Altre distribuzioni:
- negli Stati Uniti il 19 luglio 1947 (redistribuzione)
- in Brasile (A Mina Misteriosa)
- in Danimarca (Mysteriet i Guldminen)